# Robyn Lively
Robyn Elaine Lively (Powder Springs, 7 febbraio 1972) è un'attrice statunitense, in attività dalla fine degli anni settanta (quando era ancora una bambina) ed impegnata sia in campo televisivo che cinematografico.

## Biografia
Tra i suoi ruoli più noti, figurano quello di Jessica Andrews nel film Karate Kid III - La sfida finale (The Karate Kid, Part III, 1989) e quello di Lane McKenzie nella serie televisiva Savannah (1996-1997). La sua è una famiglia di attori: è infatti sorella dell'attrice Lori Lively e dell'attore Jason Lively e sorellastra per parte di madre dell'attrice Blake Lively e dell'attore Eric Lively. I suoi genitori sono Ronald Otis "Ronnie" Lively ed Elaine Lively (nata McAlpin). Il suo patrigno è Ernie Lively (nato Ernest Wilson Brown Jr.).

### Vita privata
È sposata dal 25 settembre 1999 con il collega Bart Johnson, da cui ha avuto tre figli.

## Filmografia parziale

### Cinema
- Una bionda per i Wildcats (Wildcats), regia di Michael Ritchie (1986)
- Tempi migliori (The Best of Times), regia di Roger Spottiswoode 1986)
- Karate Kid III - La sfida finale (The Karate Kid, Part III), regia di John G. Avildsen (1988)
- Cara dolce strega (Teen Witch), regia di Dorian Walker (1989)
- Prendi gli occhiali e scappa (Dream a Little Dream 2), regia di James Lemmo (1995)
- Simon Says - Gioca o muori! (Simon Says), regia di William Dear (2006)
- Letters to God, regia di David Nixon (2010)
- Sironia, regia di Brandon Dickerson (2012)
- Ouija, regia di Stiles Wight (2014)

### Televisione
- Summer of My German Soldier – film TV (1978)
- Supercar – serie TV, 1 episodio (1983)
- Il mio amico Ricky (Silver Spoons) – serie TV, 1 episodio (1986)
- Storie incredibili (Amazing Stories) – serie TV, episodio 2x04 (1986)
- Mio fratello Chip (Not Quite Human) – film TV (1987)
- Mio fratello Chip 2 (Not Quite Human II) – film TV (1989)
- Teen Angel Returns – serie TV (1990)
- I segreti di Twin Peaks – serie TV, 6 episodi (1990-1991)
- Doogie Howser – serie TV (1991-1993)
- Chicago Hope – serie TV (1994-1995)
- Savannah – serie TV, 34 episodi (1996-1997)
- Love Boat - The Next Wave – serie TV, 1 episodio (1998)
- X-Files (The X-Files) – serie TV, episodio 6x21 (1998)
- Chi sono? Babbo Natale? (Santa Who?), regia di William Dear – film TV (2000)
- Crossing Jordan – serie TV, 1 episodio (2002)
- JAG - Avvocati in divisa (JAG) – serie TV, 2 episodi (2003)
- La libreria del mistero (Mystery Woman) (2004)
- CSI: NY – serie TV, episodio 2x07 (2005)
- Cold Case – serie TV, 1 episodio (2007)
- Johnny Kapahala - Cavalcando l'onda (Johnny Kapahala: Back on Board), regia di Eric Bross – film TV (2007)
- Criminal Minds – serie TV, 1 episodio (2008)
- Psych – serie TV, episodio 5x12 (2010)
- Major Crimes – serie TV, episodio 3x11 (2014)
- Into the Dark – serie TV, 1 episodio (2018)
- Cobra Kai – serie TV, episodio 5x05 (2022)

## Doppiatrici italiane
Nelle versioni in italiano delle opere in cui ha recitato, Robyn Lively è stata doppiata da:
- Eleonora De Angelis in Karate Kid III - La sfida finale, Johnny Kapahala - Cavalcando l'onda
- Alessandra Korompay in Criminal Minds, Code Black
- Paola Valentini ne I segreti di Twin Peaks (ep.2x11-2x12, 2x14)
- Chiara Salerno ne I segreti di Twin Peaks (ep.2x19-2x20-2x21)
- Claudia Razzi in Savannah
- Giò Giò Rapattoni in X-Files
- Anna Radici in Nip/Tuck
- Roberta Paladini in Ouija
- Stella Musy in Psych
- Alessandra Cassioli in Hawaii Five-0
- Daniela Abbruzzese in Into The Dark
- Emilia Costa in The Good Doctor
- Irene Di Valmo in 9-1-1: Lone Star
- Vanessa Lonardelli in Cobra Kai